# Apparizione della Vergine a san Bernardo (Perugino)
L'Apparizione della Vergine a san Bernardo è un dipinto olio su tavola (173x170 cm) di Pietro Perugino, databile al 1488-1489 circa e conservato nell'Alte Pinakothek a Monaco.

## Storia
La pala d'altare proviene dalla cappella Nasi in Santa Maria Maddalena de' Pazzi. Venne acquistata nel 1829-1830 da Ludovico I Re di Baviera e in seguito confluita nel museo.

## Descrizione e stile
In una serena e calibrata architettura rinascimentale san Bernardo di Chiaravalle, dedito allo studio di un libro posto su un leggio raffinatamente intagliato, riceve l'apparizione della Vergine, che si rivolge a lui indicando il libro. Ai lati si trovano due gruppi simmetrici, con una coppia di angeli a sinistra e un angelo e un santo a destra, forse un evangelista.
Le strutture architettoniche sono semplici e robuste, con un padiglione di archi a tutto sesto retti da pilastri squadrati con capitelli molto aggettanti, centrati perfettamente in prospettiva. Si tratta dello sfondo a portico tipico delle opere dell'artista degli ultimi due decenni del XV secolo, riscontrabile ad esempio nell'Annunciazione e nella Pala di Fano, nel Polittico Albani-Torlonia, nell'Ultima Cena e nella Madonna col Bambino in trono tra i santi Giovanni Battista e Sebastiano. L'architettura è solenne ma semplice e dirige lo sguardo dello spettatore in profondità, con l'ariosa apertura paesaggistica dello sfondo in cui colline prive di asperità sono punteggiate da esili alberelli e sfumano in lontananza verso l'orizzonte.
Dietro l'arco centrale si apre un dolcissimo paesaggio collinare tipico del pittore umbro, privo di asperità, punteggiato di esili alberelli e con qualche segno di presenza umana, come la chiesetta. Il cielo sfuma verso l'orizzonte come all'alba e in lontananza le colline più lontane sono schiarite per effetto della foschia (l'effetto detto prospettiva aerea).
I personaggi sono impostati a una statica e isolata monumentalità, con un colore denso e molto sfumato, che procura una forte tridimensionalità. I gesti e le espressioni sono intonate a una serena dolcezza e le fisionomie sono spesso tipiche dell'artista, come la Madonna dalla boccuccia stretta derivata dalle fattezze dalla modella del pittore, sua moglie Chiara Fancelli, che ispirò anche gran parte della produzione giovanile di Raffaello.
Il dipinto viene spesso confrontato con quello di analogo soggetto, e di pochi anni anteriore, di Filippino Lippi; le due tavole hanno in comune le grandi linee della composizione, con l'approccio di Filippino che è invece nervoso, animato di movimento, con colori accesi e innaturali, con un'attenzione al dettaglio derivata dall'arte fiamminga, con giochi lineari e con molteplici spunti simbolici. Fu però la pittura di Perugino, semplice ed essenziale ma non per questo priva di monumentalità e di piacevolezza, a prevalere negli sviluppi futuri dell'arte, aprendo al classicismo cinquecentesco.